# کیتادایتو، اوکیناوا
کیتادایتو، اوکیناوا (به لاتین: Kitadaitō, Okinawa) یک منطقهٔ مسکونی در ژاپن است که در Shimajiri District واقع شده‌است. کیتادایتو ۱۳٫۱۰ کیلومتر مربع مساحت و ۶۶۰ نفر جمعیت دارد.